# Devinssi
«Девинсси» (кат. Celler Devinssi) — каталонская винодельня аппеллясьона высшей категории (DOQ) Приорат, расположенная в Гратальопсе. Винодельня выпускает вино следующих марок: «Ил·лиа» (кат. Il·lia, 92 балла в справочнике «Guía Peñín» 2016 г.), «Мас-де-лес-Вальс» (кат. Mas de les Valls), «Купатже» (кат. Cupatge) и «Рокаполь» (кат. Rocapoll, 91 балл в справочнике «Guía Peñín» 2016 г.). Также винодельня практикует предварительную продажу вина — так называемый патронаж над виноградником.
«Девинсси» была основана в 2000 г. как винодельное предприятие. Основатель — Жузеп Рока Бенито, магистр энологии и виноградарства. В 2001 г. Были заложены первые виноградники на участке Лес-Планес, в Гратальопсе. В том же году началось строительство миниатюрной винодельни в этом же поселке. Первые вина были произведены из винограда сортов гренаш и кариньена, собранного с небольших участков в поселках Гратальопс и Ла-Вилелья-Баша. В 2005 г. было завершено возрождение старого виноградника сорта кариньена для производства местного вина (кат. vi de vila) «Рокаполь». 
- Логотип
- Вход в винодельню «Девинсси», Гратальопс
- Участок Рокаполь, Гратальопс
- Участок Лес-Планес, Гратальопс